# 加山麗子
加山 麗子（かやま れいこ、1956年4月2日 - ）は日本の女優。北海道函館市出身、茨城県育ち。

## 人物・経歴
実家は北海道の神社で、父親は神主。
茨城県立日立第二高等学校卒。
日活ロマンポルノの清純派として人気を得ると、以後テレビドラマにも多数出演した。

## 出演作品

### 映画
- 新・女囚さそり 特殊房X（1977年、東映）
- 肉体の門（1977年、日活）
- 帰らざる日々（1978年、にっかつ）
- ハワイアン・ラブ 危険なハネムーン（1978年、にっかつ）
- エロチックな関係（1978年、にっかつ）
- 金曜日の寝室（1978年、にっかつ）
- 黄金の犬（1979年、松竹）
- 制覇（1982年、東映）

### テレビドラマ
- 大都会 PARTII　第13話「俺の拳銃」（1977年、NTV）片桐の秘書役
- 同心部屋御用帳 江戸の旋風IV 第12話「弁天様と石地蔵」（1979年、CX） おさと役
- 西遊記　第24話「火焔山!! 芭蕉扇の愛」（1979年、NTV）牛魔王の愛人役
- ザ・スーパーガール　第26話「新探偵 売春組織の罠を暴け」（1979年、12CH） - 三村ユキコ
- 半七捕物帳 第14話（1979年、ANB）
- 俺たちは天使だ!　第16話「運がよければキャンピング」（1979年、NTV）山下ユリ子（太平洋銀行西青山支店の行員） 役
- 日本名作怪談劇場　怪談 奥州安達ヶ原（1979年、12ch）- 友音
- 必殺シリーズ（ABC / 松竹）
  - 必殺仕事人　
    - 第17話「鉄砲で人を的にした奴許せるか?」（1979年） - お安役
    - 第38話「闇技船中殺」（1980年） - 小糸役
    - 第76話「詰め技王手飛車駒落し」（1980年） - 天野友恵役

  - 必殺仕事人III 第22話 「湯女に惚れられたのは勇次」（1983年） -  ゆき役
  - 必殺渡し人 第11話 「浮世絵の舞台で渡します」（1983年） - おゆう役
- 探偵物語　第24話「ダイヤモンド・パニック」（1980年、NTV） 組長の姐さん 役
- 大捜査線 第19話「果たされた約束」（1980年、CX）
- 悪党狩り 第19話「大江戸恨み節」(1980年、12ch / 松竹) - お駒 役
- ウルトラマン80 第22話 「惑星が並ぶ日 なにかが起こる」（1980年、TBS）女王イーナス役
- 吉宗評判記 暴れん坊将軍（ANB / 東映）
  - 第98話「狼の里から来た娘」（1980年） サキ役
  - 第190話「日本一の雨男」（1981年） お八重役
- 警視庁殺人課　第18話「ハイウェイ殺人事件 謎の運び屋」（1981年、ANB）丸越るみこ役
- 特捜最前線　第223話「ピラニアを飼う女たち」（1981年、ANB・東映）ミッキー小島役
- 赤かぶ検事奮戦記（第2シリーズ）第10話「被告は娘、検事は父」（1982年、ABC）赤井良枝役
- 遠山の金さん 第23話「浪花の母! 巾着切おえん」（1982年、ANB・東映） お咲役　※高橋英樹版
- 暁に斬る! 第20話「甘い女体の罠」（1983年、KTV） 高杉の妻役
- 土曜ワイド劇場
  - 大東京四谷怪談（1978年）
  - 江戸川乱歩「黒蜥蜴」より 悪魔のような美女（1979年）岩瀬早苗（庄兵衛の娘）役
  - 自画像の怪・夫の亡霊に脅える女（1979年）
  - 松本清張の地方紙を買う女（1981年）
- 傑作推理劇場 断崖からの声(1980年)
- 火曜サスペンス劇場 松本清張の交通事故死亡1名（1982年）池内篤子役
- あいつと俺 第11話「五千万円椋奪作戦 -横浜-」（1984年、TX・勝プロ） ※1980年製作

## 音楽活動

### シングルレコード
- うらみ花（1978年、東芝レコード）